# Rancore (film)
Rancore (Kin) è un film del 2021 diretto da Türkan Derya.
La pellicola è un remake del coreano Ak-ui yeon-dae-gi del 2015 diretto da Woon-hak Baek.

## Trama
La polizia di Istanbul premia Harun come poliziotto dell'anno per i risultati ottenuti contro il crimine, in particolare nella dura lotta contro i numerosi omicidi che accadono in questa città.
Dopo aver festeggiato con i colleghi, l'uomo prende un taxi, ignaro di essere vittima di un agguato. Giunto fuori città infatti, il taxi si ferma in una radura di un bosco e l'autista cerca di uccidere l'esperto poliziotto. Questo si difende benissimo e, dopo un corpo a corpo, è lui ad uccidere il suo assalitore. Quindi non svela niente a nessuno dell'accaduto, inspiegabile anche per lui. La mattina seguente un corpo senza vita è trovato appeso ad una gru posta proprio di fronte al commissariato di polizia di Istanbul. Si tratta proprio del tassista e, nell'auto trovata nei pressi, il giovane pupillo di Harun, Tuncay, trova e occulta il fermacravatta con cui la sera prima i colleghi avevano omaggiato il capo premiato.
Segue un'indagine della polizia, cui Harun parallelamente porta avanti ricerche private che evidenziano un legame tra le morti di tre colleghi poliziotti e quelle del tassista e di un testimone dell'omicidio dello stesso, che muore accidentalmente proprio dopo uno scontro a fuoco con lui.
Una donna misteriosa di nome Gül si presenta quindi alla polizia incolpandosi dell'omicidio. Ottiene poi di parlare in privato con Harun svelando di essere la figlia di un uomo ingiustamente arrestato anni prima per un omicidio plurimo, poi morto. Per vendetta del padre ora lei sta uccidendo tutti i poliziotti coinvolti nell'arresto. Ad Harun chiede di uccidere il suo capo Cevat, ma poi, scarcerata come mitomane, sarà lei ad occuparsene. Prima di morire suicida svela poi ad Harun che suo fratello non è altri che Tuncay, il suo giovane e fido collaboratore che sembrava assecondarlo ma che è mosso da rancore quanto lei.
Tuncay infatti, dopo aver ucciso il collega Yadigar, costretto ad arrendersi, svela ad Harun non solo la sua vera identità, ma che quel plurimo avvelenamento che condannò ingiustamente il padre, fu perpetrato da lui. Quindi si suicida.
Harun, del quale Gül aveva reso pubblica la responsabilità nella morte del tassista, viene portato via in manette dalla polizia di fronte agli occhi di suo figlio Aslan, compiendo così la vendetta a lungo covata da Tuncay.

## Distribuzione
Il film è stato distribuito direttamente sulla piattaforma Netflix dall'8 ottobre 2021.